# 기타코가네역
기타코가네역(일본어: 北小金駅, きたこがねえき)은 일본 지바현 마쓰도시에 있는 동일본 여객철도의 철도역이다.

## 역 구조
섬식 승강장 1면 2선 형태의 지상역으로, 교상역사를 보유하고 있다. 남쪽 선로 2개가 완행선이며, 북쪽 선로 2개는 쾌속선으로 승강장이 설치되어 있지 않다.

### 승강장
| 1 | ■ 조반 완행선 | 가시와 · 아비코 · 도리데 방면           |
| 2 | ■ 조반 완행선 | 마쓰도 · 기타센주 · 요요기우에하라 방면 |

## 역세권 정보
역 주변에는 크고 작은 신사 및 사찰이 많이 세워져 있다. 또한 에도 시대에는 미토 가도의 슈쿠바 고가네주쿠가 성행했다. 또한 마쓰도시에 흡수되기 전에는 히가시카쓰시카 군 고가네 정의 중심지였다. 역 동쪽으로는 나가레야마시 및 가시와시와의 시계(市界)와 접해 있다.

## 역사
- 1911년 3월 18일 - 개업.
- 1987년 4월 1일 - 민영화에 따라 동일본 여객철도의 소속이 되었다.
- 2001년 11월 18일 - 스이카의 사용이 개시되었다.

## 인접역
| 동일본 여객철도            | 동일본 여객철도 | 동일본 여객철도                |
| -------------------------- | --------------- | ------------------------------ |
| JL 25 신마쓰도 아야세 방면 | 각역정차        | JL 27 미나미카시와 도리데 방면 |